# Miamimyia cincta
Miamimyia cincta är en tvåvingeart som beskrevs av Townsend 1916. Miamimyia cincta ingår i släktet Miamimyia och familjen parasitflugor.
Artens utbredningsområde är Florida. Inga underarter finns listade i Catalogue of Life.